# Гіват-Хен
Гіват-Хен (івр. גִּבְעַת חֵ"ן, Ґіват-Хен) — мошав у центральній частині Ізраїлю. Населений пункт розташований недалеко від міста Раанана. Поселення входить до регіональної ради Дром-га-Шарон. У 2020 році населення становило 360 осіб.

## Історія
Мошав було засновано 1933 року іммігрантами з Литви, Польщі та Радянського Союзу як частину плану «Поселення тисячі». Пізніше тут також оселилися вихідці із Німеччини. Назва мошаву утворена від ініціалів Хаїма Нахмана Б'ялика.
Вулиці названі на честь віршів Б'ялика.

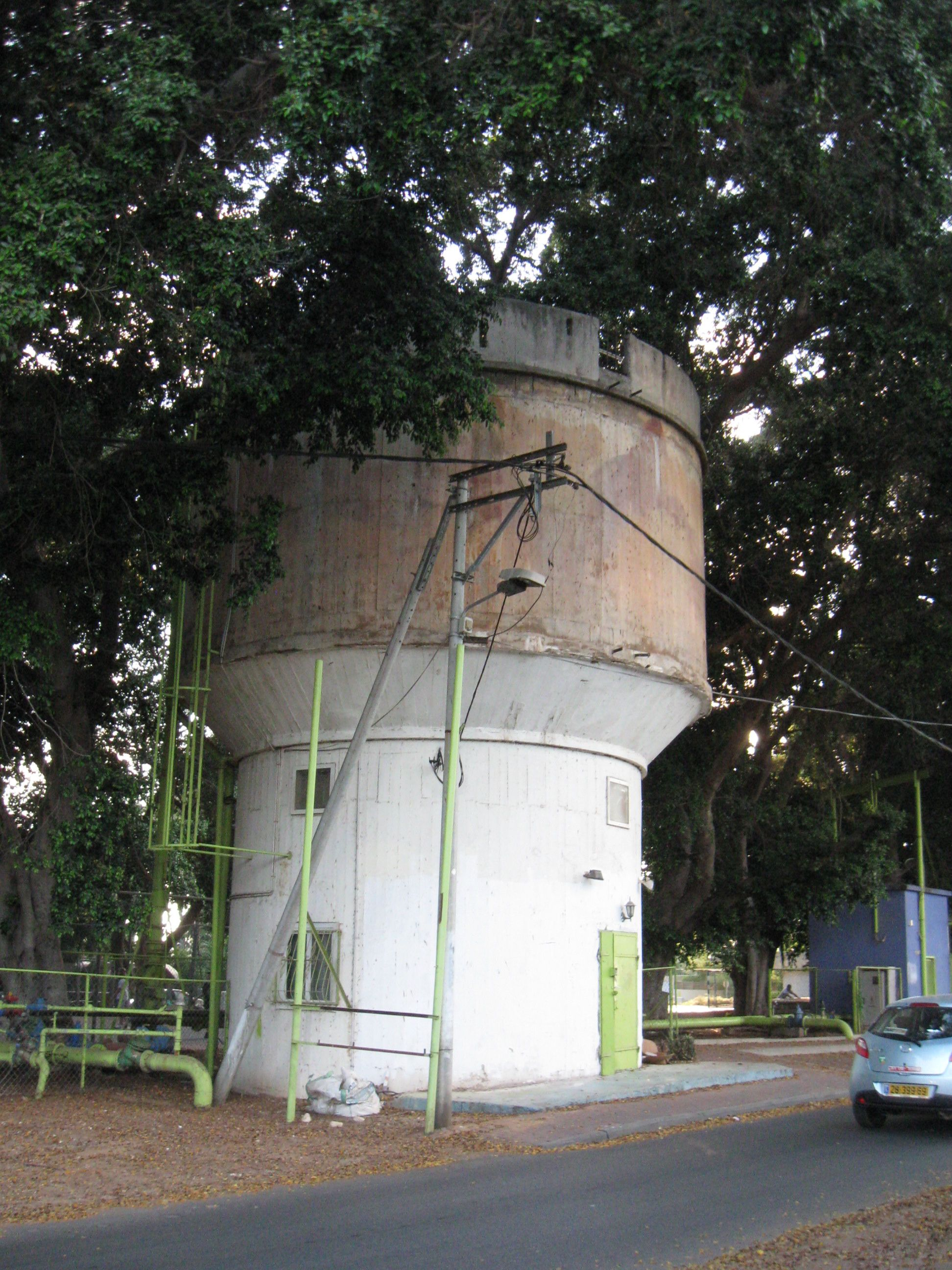
Водонапірна вежа
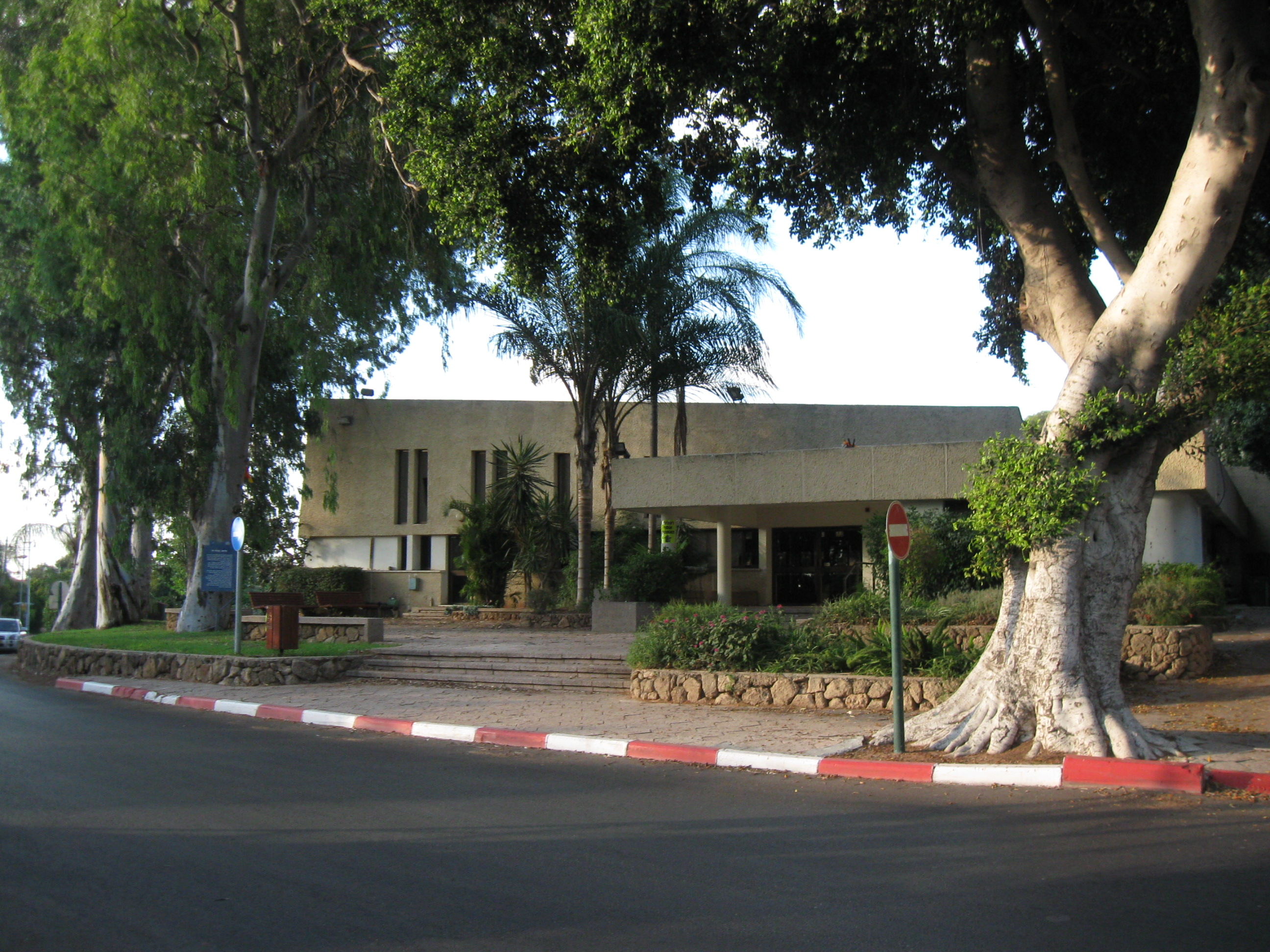
Клуб
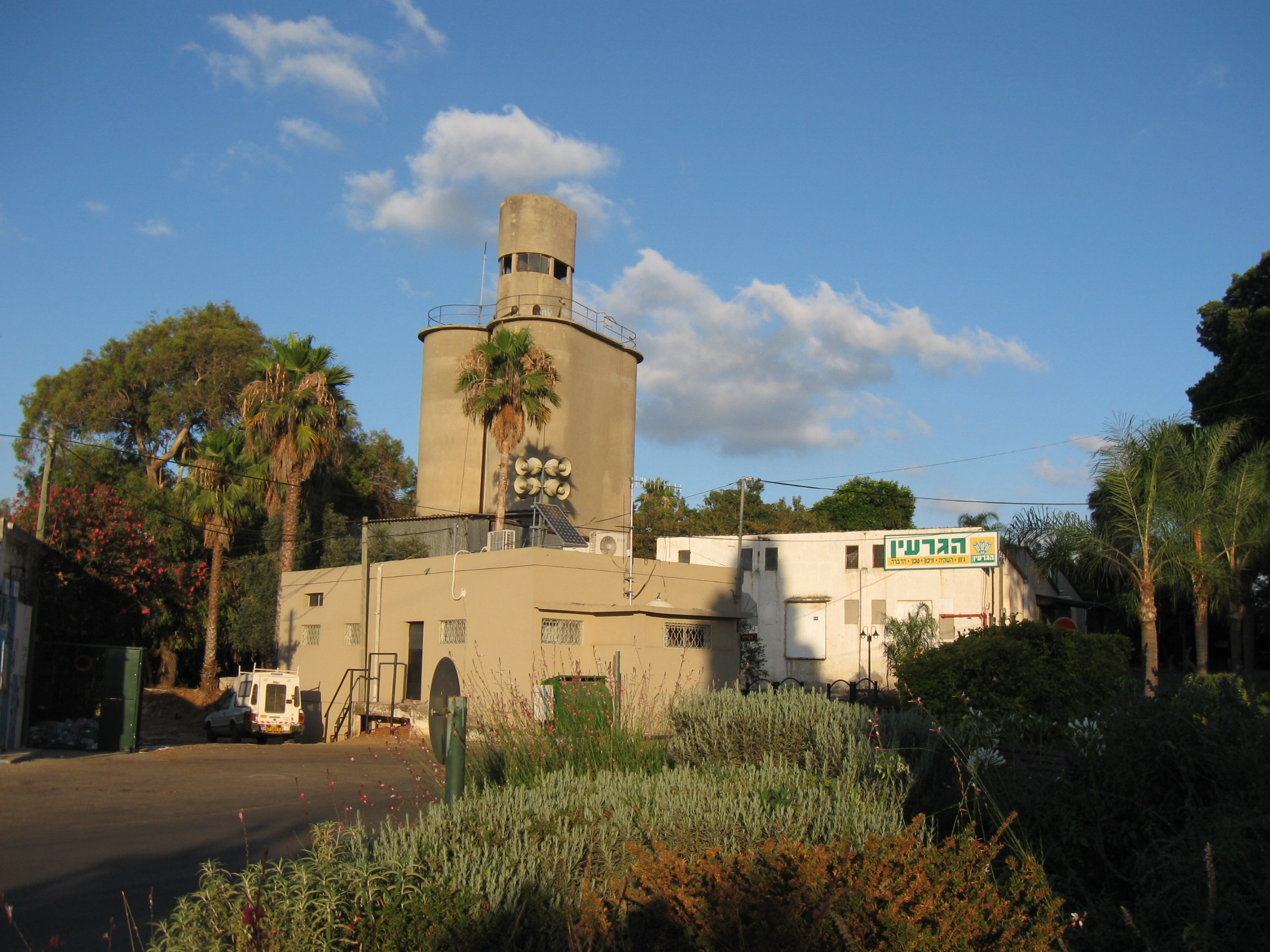
Агропромислова фабрика «га-Ґар'їн»
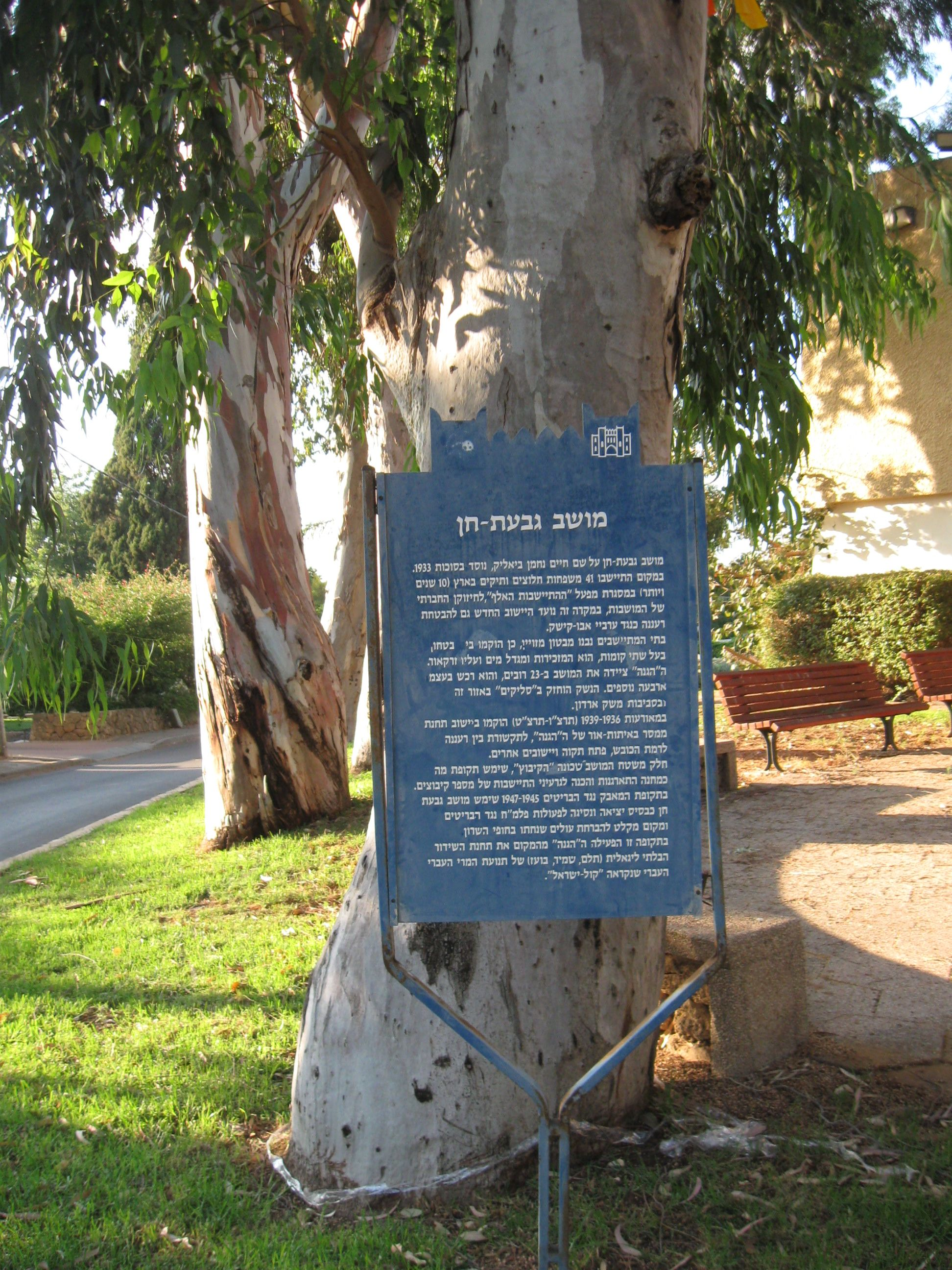
Меморіальна дошка у центрі Гіват-Хен, де пояснюється назва поселення та зв'язок із Б'яликом
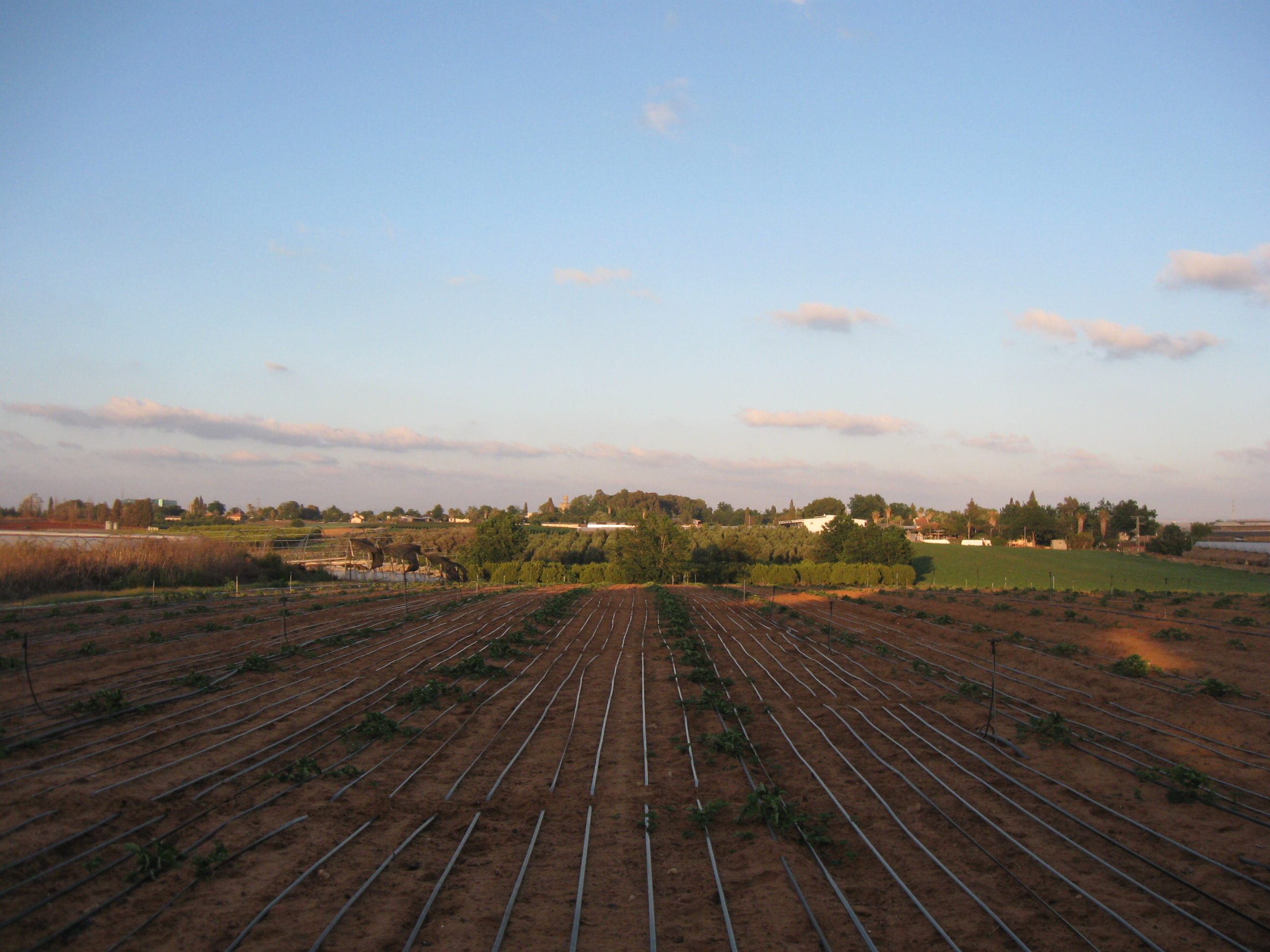
Вид у напрямку до міста Герцлія
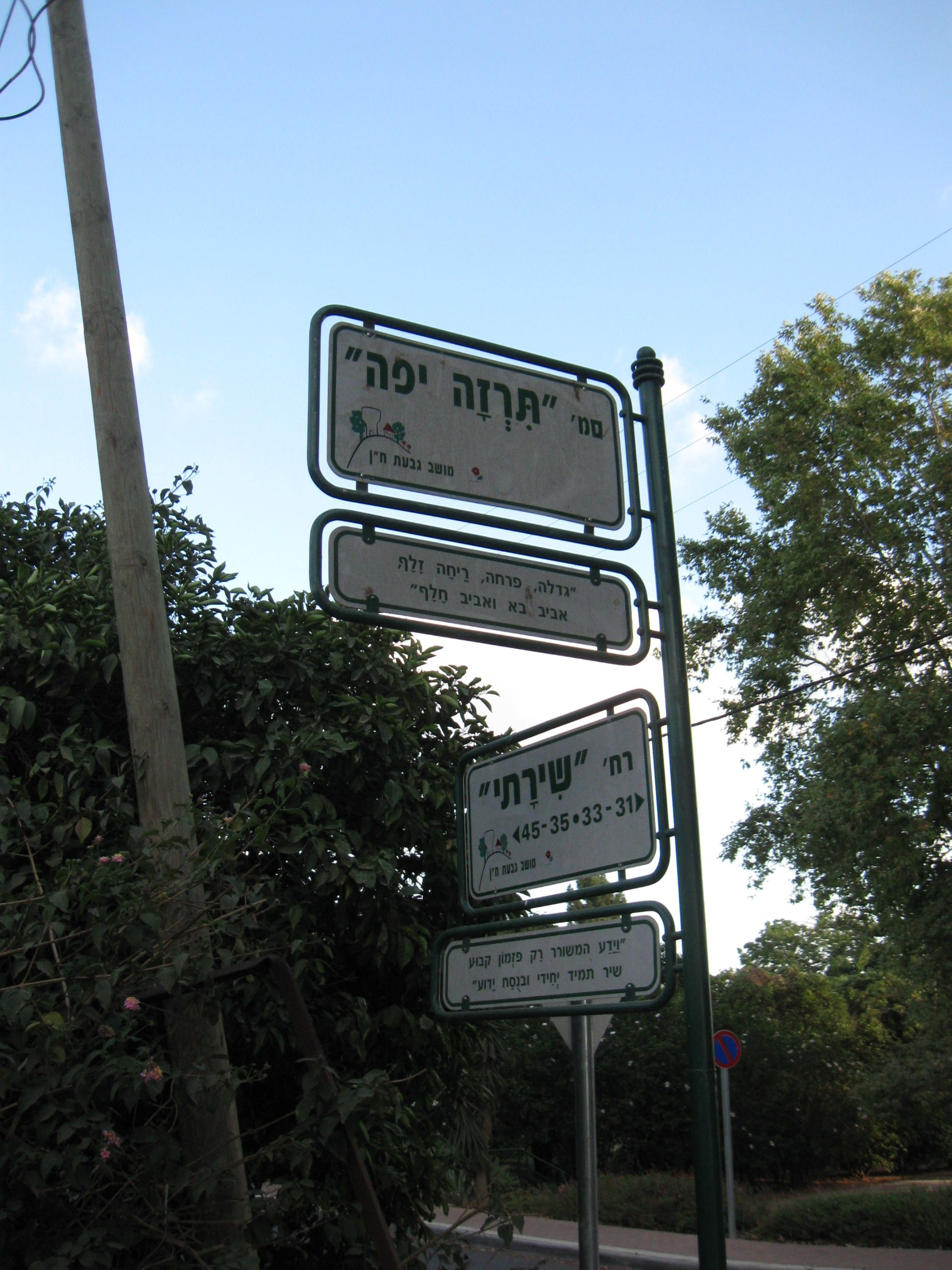
Дорожні знаки
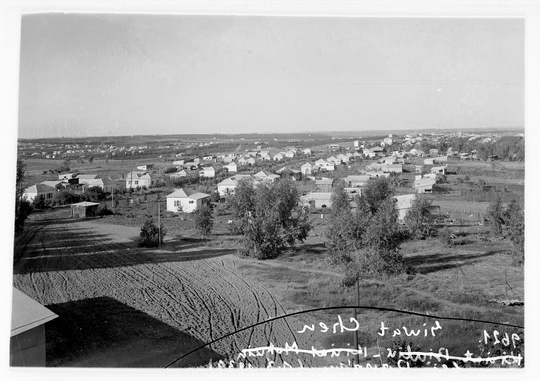
Світлина 1939 року
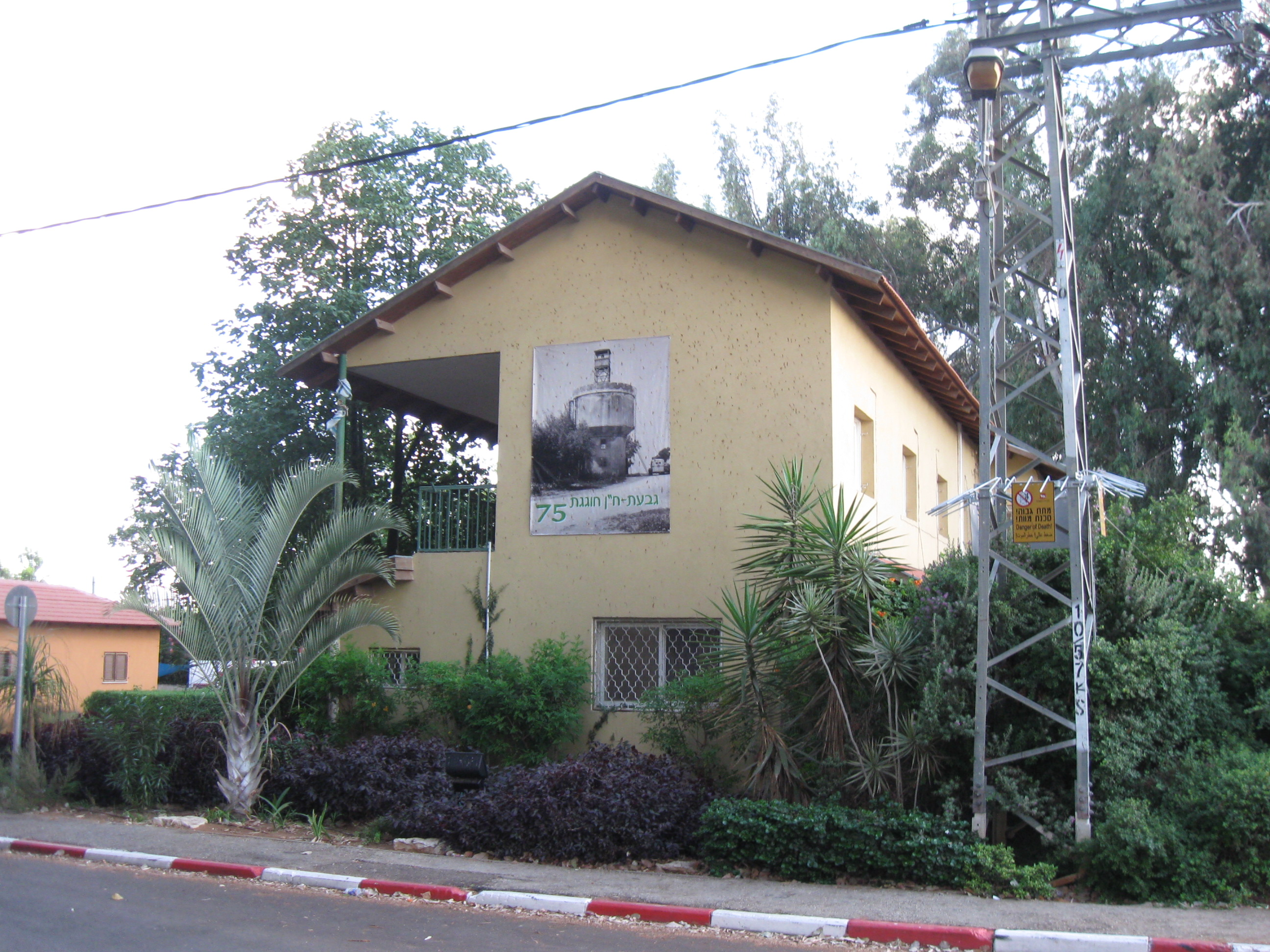
Будинок секретаріату, банер на стіні присвячено 75-річчю заснування мошаву Гіват-Хен